# 萨拉·西波拉
萨拉·西波拉（芬蘭語：Sara Siipola，1997年3月24日—），是芬兰歌手及词曲创作家。2019年她与索尼音乐签订了录音合同，并在2019年9月发布了她的首张单曲《勇敢之心》（Rohkee sydän）。在2020年YleX新人出道名单中她排名第四。

## 早年生活
西波拉在1997年出生于芬兰博滕區的萊希亞市镇。2017年她诊断有注意力不足過動症。